# 包玉剛游泳池

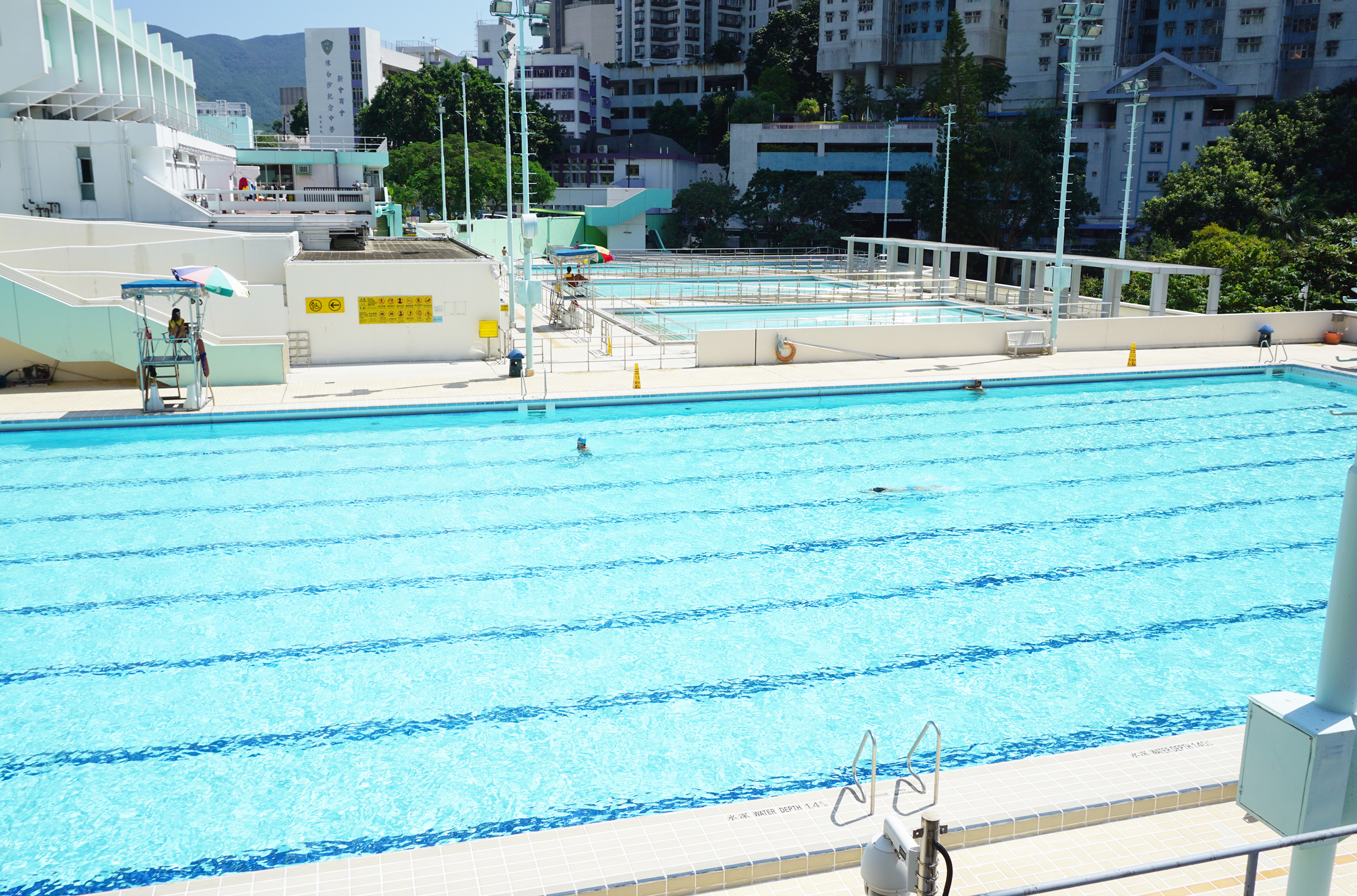
副池（下）、習泳池及訓練池（上）

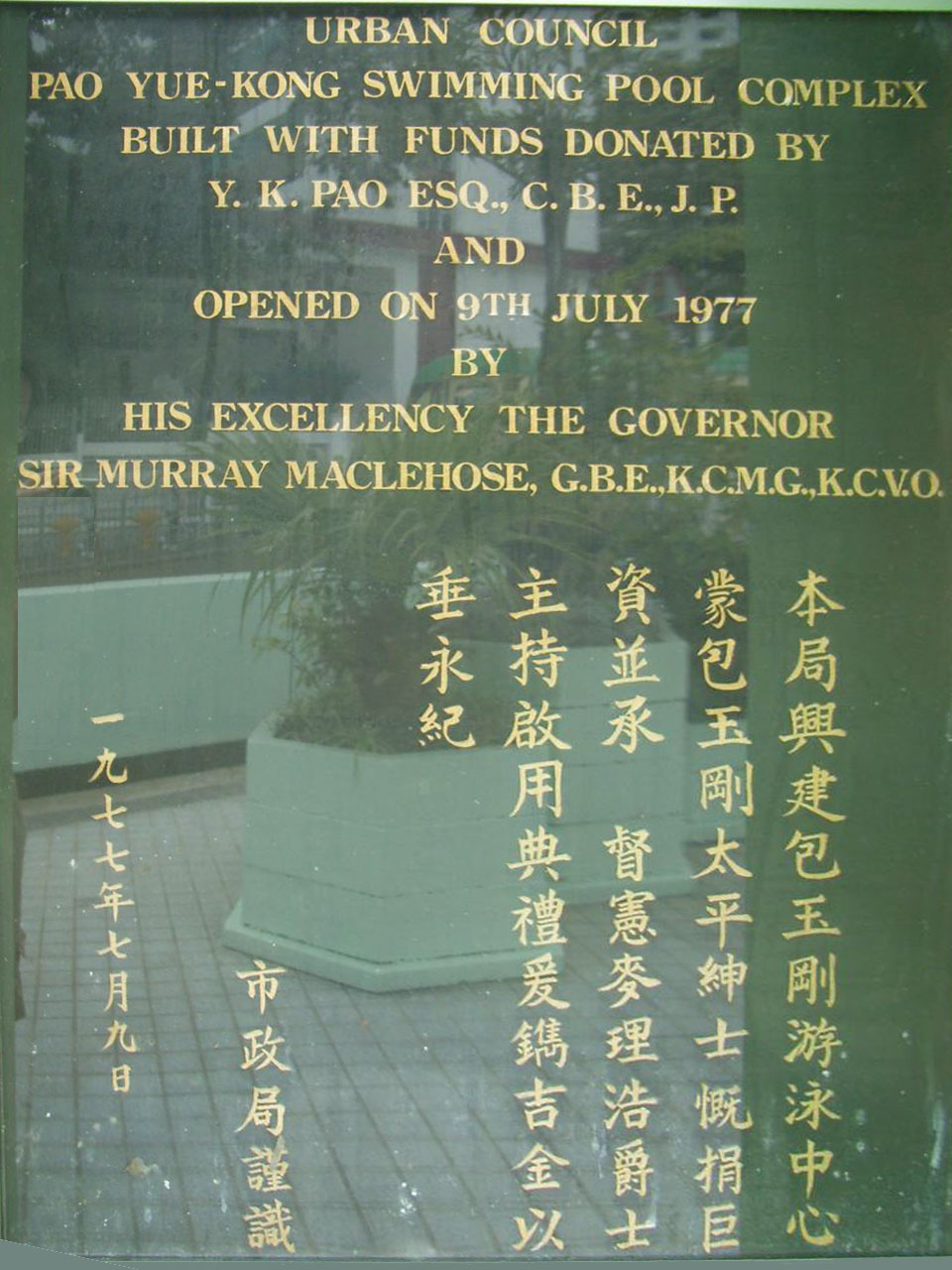
當年由港督麥理浩主持開幕

包玉剛游泳池是香港一個公共游泳池，位於香港島黃竹坑深灣道2號，為是香港島南區唯一一個公共游泳池，由康樂及文化事務署管理。

## 歷史
包玉剛游泳池由市政局斥資1200萬港元興建，1975年8月開工，1977年7月9日建成啟用，並由香港總督麥理浩、市政局主席沙利士主持揭幕禮。游泳池的名字取自出資1000萬港元捐助興建游泳池的人，有「香港船王」之稱的包玉剛。

### 重建
由於包玉剛游泳池設施老化嚴重，亦缺乏暖水泳池，故此政府計劃對包玉剛游泳池設施進行改建，提供暖水游泳池，並將相關工程納入2017年的「體育及康樂設施五年計劃」之中，並在2022年推出的「體育及康樂設施十年發展藍圖」中再度提出，但仍然遲遲未有進展。

## 場內設備
包玉剛游泳池共設9個大小泳池，分別為奧運標準50米長的暖水主池、同樣大小的副池、一個跳水池、兩個習泳池、一個訓練池以及三個兒童嬉水池，一個可容納500名觀眾的觀眾席（看台），以及傷殘人士專用的斜坡以及更衣室。

## 趣事
一般來說，除了位於泳池對面的新會商會陳白沙紀念中學外，港島區學校舉辦水運會都不會申請使用此游泳池，盡可能申請使用如維多利亞公園游泳池等容納觀眾更多的場地。但當遇上原來在其他游泳池的訂場因雷雨或颱風而取消時，往往需要「退而求其次」地在像此游泳池般的小型泳池舉辦延期的水運會，導致師生均怨聲載道。包玉剛游泳池因地方小、也只能容納500多名觀眾，所以被一些港島區學生戲稱為「浸（泡）浴缸游泳池」。

## 資料來源
1. . 康文署.   [2015-10-03]. （原始内容存档于2015-10-05）.（英文）
2. 1 2  . 香港工商日報. 1977-07-10.
3. ↑  . 工商晚報. 1977-07-10.
4. ↑  . 大公報. 1977-07-10.
5. ↑  . 東網. 2024-10-21  [2024-12-29]. （原始内容存档于2025-01-12）.
6. ↑  . 東網. 2020-01-21  [2024-12-29]. （原始内容存档于2024-12-29）.

## 外部連結
- 康樂文化事務署 - 包玉剛游泳池 （页面存档备份，存于）